# Ignacy Zarębski
Ignacy Zarębski (ur. 5 listopada 1905 w Głogowie Małopolskim, zm. 18 lipca 1974 w Krakowie) – polski pedagog, historyk kultury, biograf i dydaktyk, znawca kultury i historii nauki okresu Odrodzenia.

## Życiorys
Był synem Józefa i Marii z domu Mazanek. Uczęszczał do gimnazjów w Rzeszowie i Krakowie. Od 1926 do 1930 studiował historię na Uniwersytecie Jagiellońskim. Pracę magisterską napisał pod kierunkiem profesora Stanisława Kota, a potem odbył praktykę w Bibliotece Jagiellońskiej. W 1934 zdał egzamin nauczycielski. Pracował jako nauczyciel prywatny, a następnie kontraktowy w szkołach średnich Krakowa. Od 1936 do 1939 był nauczycielem etatowym w Państwowym Gimnazjum i Liceum w Solcu nad Wisłą. W 1937 doktoryzował się na Uniwersytecie Jagiellońskim (praca Stosunki Eneasza Sylwiusza z Polską i Polakami).
Podczas okupacji niemieckiej nauczał na tajnych kompletach. Został aresztowany przez gestapo w lutym 1941 i osadzony w więzieniu na Montelupich za kolportaż książek szkolnych.
Po zakończeniu II wojny światowej organizował krakowską filię Ossolineum, a także został kierownikiem Oddziału Państwowych Zakładów Wydawnictw Szkolnych w Krakowie. W 1951 został wykładowcą historii Polski w Wyższej Szkole Pedagogicznej w Krakowie. W 1955 został docentem, a w 1964, profesorem nadzwyczajnym. Od 1952 do 1956 był prodziekanem Wydziału Filologiczno-Historycznego tej uczelni, a od 1956 do 1959 – dziekanem. Od 1954 kierował Katedrą Historii Polski, a od 1972 nowym Zakładem Oświaty i Wychowania. Od 1959 do 1965 pozostawał wicedyrektorem Biblioteki Jagiellońskiej (dział nauki, zbiorów specjalnych i wydawnictw). Redagował też „Biuletyn Biblioteki Jagiellońskiej”. Zajmował się wówczas z sukcesami rewindykacją zbiorów.
Był członkiem Komisji do Dziejów Oświaty i Szkolnictwa PAU w Krakowie (od 1949) i członkiem Komisji Nauk Pedagogicznych Oddziału PAN w Krakowie (od 1957). W 1959 został samodzielnym pracownikiem nauki w Pracowni Dziejów Oświaty PAN w Warszawie, a w 1965 członkiem Rady Naukowej tej pracowni. Od 1962 do 1971 pozostawał wiceprezesem Polskiego Towarzystwa Historycznego, a następnie prezesem Oddziału PTH w Krakowie. W latach 1969–1971 sprawował funkcję wiceprezesa Zarządu Głównego PTH. Był przewodniczącym Sekcji Historycznej Towarzystwa Wiedzy Powszechnej w Krakowie. Był członkiem komitetów redakcyjnych w: „Studiach Historycznych”, „Pracach Komisji Nauk Pedagogicznych”, „Roczniku Naukowym Wyższej Szkoły Pedagogicznej w Krakowie”, „Materiałach do Dziejów Szkodnictwa w Okresie Okupacji”.
Zmarł po długotrwałej chorobie.

## Zainteresowania naukowe
Główne zainteresowania naukowe:
- wczesny humanizm w Polsce, w tym wpływy włoskie (wysunął propozycję periodyzacji wczesnego humanizmu w Polsce),
- Jan Długosz,
- historia oświaty i biografistyka,
- szkolnictwo polskie XV i XVI wieku,
- historia nauki,
- hasła biograficzne w „Polskim Słowniku Biograficznym” i „Encyklopedii katolickiej”.

## Odznaczenia
Odznaczono go m.in.:
- Złotym Krzyżem Zasługi,
- Krzyżem Kawalerskim Orderu Odrodzenia Polski,
- Medalem X-lecia PRL,
- Odznaką 1000-lecia Państwa Polskiego,
- Złotą Odznaką ZNP,
- Złotą Odznaką „Zasłużony Popularyzator Wiedzy”,
- tytułem „Zasłużony Nauczyciel PRL”.